# Aplicación lineal
En matemáticas, una aplicación lineal es una aplicación entre dos espacios vectoriales, que preserva las operaciones de adición  de vectores y multiplicación por un escalar. 
En álgebra abstracta, álgebra lineal y análisis funcional una aplicación lineal es un homomorfismo entre espacios vectoriales; que en el lenguaje de la teoría de categorías es un morfismo sobre la categoría de los espacios vectoriales que actúa un cuerpo dado.

## Definición
Se denomina aplicación lineal, función lineal, transformación lineal, u operador lineal a toda aplicación cuyo dominio y codominio sean espacios vectoriales, tal que satisfaga la siguiente definición:
Sean {\displaystyle V} y {\displaystyle W} espacios vectoriales sobre el mismo cuerpo {\displaystyle K}. Una aplicación {\displaystyle T} de {\displaystyle V} en {\displaystyle W}, es decir, {\displaystyle T:V\to W}, es una transformación lineal si para todo par de vectores {\displaystyle u,v\in V} y para todo escalar {\displaystyle k\in K}, se satisface que:
1. {\displaystyle T(u+v)=T(u)+T(v)\,}
2. {\displaystyle T(ku)=kT(u)\,}.

Al cumplimiento de las ecuaciones anteriores, se le conoce como "principio de superposición".

## Ejemplos
1. La aplicación {\displaystyle B:\mathbb {C} \to \mathbb {C} } que envía {\displaystyle \alpha } en {\displaystyle {\bar {\alpha }}} (su conjugado) es una transformación lineal si consideramos a {\displaystyle \mathbb {C} } como un  {\displaystyle \mathbb {R} }-espacio vectorial. Sin embargo, no lo es si lo pensamos como {\displaystyle \mathbb {C} }-espacio vectorial, ya que {\displaystyle B(i)=-i\neq iB(1)=i}.
2. Dado un espacio vectorial cualquiera, podemos definir la función identidad {\displaystyle T:V\rightarrow V\quad /\quad T(x)=x,} {\displaystyle \forall x\in V}, que resulta una transformación lineal.
3. Las homotecias: {\displaystyle T:\mathbb {K} ^{n}\rightarrow \mathbb {K} ^{n}\quad /\quad T(x)=kx} con {\displaystyle k\in \mathbb {K} }. Si k > 1 se denominan dilataciones, si k < 1 se denominan contracciones.
4. Dada una matriz {\displaystyle A\in M_{n\times m}(K)}, la función {\displaystyle L_{A}:K^{m}\rightarrow K^{n}} definida como {\displaystyle L_{A}(x)=Ax} es una transformación lineal. Gracias a la matriz asociada (leer más abajo en el artículo), podemos concluir que cualquier transformación lineal definida entre espacios vectoriales de dimensión finita puede verse como multiplicar por una matriz.
5. Sea {\displaystyle V} el conjunto de funciones continuas en {\displaystyle \mathbb {R} } y defínase {\displaystyle \phi :V\rightarrow V} mediante {\displaystyle \phi (f)(t)=\int _{0}^{t}f(x)\,dx}, ocurre que:

{\displaystyle \int _{0}^{t}(f(x)+g(x))\,dx=\int _{0}^{t}f(x)\,dx+\int _{0}^{t}g(x)\,dx}
y
{\displaystyle \int _{0}^{t}cf(x)\,dx=c\int _{0}^{t}f(x)\,dx} para {\displaystyle c\in \mathbb {R} }
Por lo tanto, se cumple que {\displaystyle \phi (f+g)=\phi (f)+\phi (g)}  y  {\displaystyle \phi (cf)=c\,\phi (f)} para todo {\displaystyle f} y {\displaystyle g} en {\displaystyle V} y todo {\displaystyle c\in \mathbb {R} }, así que {\displaystyle \phi } es una aplicación lineal de {\displaystyle V} en {\displaystyle V}.

Sea V un espacio vectorial real y T : V → V una transformación lineal tal que T(x + y) = T(x) + T(y) y T(ʎx) = ʎ T(x) ᗊ λ ≥ 0. mostrar que T es una transformación lineal. 
Sólo basta demostrar que T(ʎx) = ʎ T(x) ᗊ λ ≥ 0.
Si ʎ ‹ 0, entonces -ʎ › 0 y por lo tanto T(-ʎx) = -ʎT(x). 
Por otro lado. 
T(ʎx) – ʎT(x) = T(ʎx) + (–ʎ) T(x) = T (ʎx) + T(–ʎx) = T(ʎx + (–ʎ) x) = T(0 x) = 0 T (x) = 0. 
Luego, T (ʎx) = ʎ T (x) ᗊʎ ‹ 0.

## Propiedades de las transformaciones lineales
Sean {\displaystyle V_{}^{}} y {\displaystyle W_{}^{}} espacios vectoriales sobre {\displaystyle K_{}^{}} (donde {\displaystyle K_{}^{}} representa el cuerpo) se satisface que:
Si {\displaystyle T:V\rightarrow W} es lineal, se define el núcleo (ker) y la imagen (im) de {\displaystyle T_{}^{}} de la siguiente manera:

{\displaystyle \operatorname {ker} (T)=\{\,v\in V:T(v)=0_{W}\,\}}
{\displaystyle \operatorname {im} (T)=\{\,w\in W:\exists v\in V:T(v)=w\,\}}

Es decir que el núcleo de una transformación lineal está formado por el conjunto de todos los vectores del dominio que tienen por imagen al vector nulo del codominio.
El núcleo de toda transformación lineal es un subespacio vectorial del dominio:
1. {\displaystyle 0_{V}\in \operatorname {ker} (T)} dado que {\displaystyle T(0_{V})=0_{W}} (para probar esto, observar que {\displaystyle T(0_{V})=T(0_{V}+0_{V})=T(0_{V})+T(0_{V})}).
2. Dados {\displaystyle u,v\in \operatorname {ker} (T):T(u+v)=T(u)+T(v)=0_{W}+0_{W}=0_{W}\Rightarrow u+v\in \operatorname {ker} (T)}
3. Dados {\displaystyle u\in \operatorname {ker} (T)\land k\in \Re :T(ku)=kT(u)\land T(ku)=k0_{W}=0_{W}\Rightarrow ku\in \operatorname {ker} (T)}

Se denomina nulidad a la dimensión del núcleo. {\displaystyle \operatorname {null} (T)=\operatorname {dim} (\operatorname {ker} (T))}
La imagen de una transformación lineal está formada por el conjunto de todos los vectores del codominio que son imágenes de, al menos, un vector del dominio.
- La imagen de toda transformación lineal es un subespacio del codominio.
- El rango de una transformación lineal es la dimensión de la imagen.

{\displaystyle \operatorname {ran} (T)=\operatorname {dim} (\operatorname {im} (T))}

## Cómo formar nuevas transformaciones lineales a partir de otras dadas
Si f1: V → W y f2: V → W son lineales, entonces también lo es su suma f1 + f2 (definida como (f1 + f2)(x) = f1(x) + f2(x)).
Si f : V → W es lineal y a es un elemento del cuerpo K, entonces la función af, definida como (af)(x) = a (f(x)), también es lineal.
Gracias a estas dos propiedades, y a que la función que envía todo al elemento nulo es una aplicación lineal, es que el conjunto de transformaciones lineales f: V → W forma un subespacio de las funciones de V en W. A este subespacio se lo nota L(V,W) o Hom(V,W). La dimensión de L(V,W) es igual al producto de las dimensiones de V y W.
Si f: V → W y g: W → Z son lineales entonces su composición g∘f: V → Z también lo es.
Dado un espacio vectorial V, el espacio vectorial L(V,V), que se nota usualmente como End(V), forma un álgebra asociativa sobre el cuerpo base, donde la multiplicación es la composición y la unidad es la transformación identidad.
Si f: V → W es una transformación lineal biyectiva, entonces su inversa también es transformación lineal.

## Teoremas básicos de las transformaciones
- Sea B = {vi: i ∈ J} base de V y C = {wi: i ∈ J} una colección de vectores de W no necesariamente distintos, entonces existe una única transformación lineal T: V → W que satisface:

{\displaystyle T(v_{i})=w_{i},\ \forall i\in J}
- Sea {\displaystyle T:V\rightarrow W} una transformación lineal.

Entonces {\displaystyle \dim(V)=\dim(N(T))+\dim(\operatorname {im} (T))}
Como corolario básico de este teorema, obtenemos que una transformación lineal de un espacio vectorial de dimensión finita en sí mismo es un isomorfismo si y sólo si es un epimorfismo si y solo si es un monomorfismo.

## Clasificación de las transformaciones lineales
- Funcional lineal: A las transformaciones lineales {\displaystyle T:V\rightarrow \mathbb {K} } (donde {\displaystyle \mathbb {K} } es el cuerpo base de V) las llamamos funcionales lineales.
- Monomorfismo: Si {\displaystyle T:V\rightarrow W} es inyectiva, si el único elemento del núcleo es el vector nulo. {\displaystyle \operatorname {ker} (T)={0_{V}}}
- Epimorfismo: Si {\displaystyle T:V\rightarrow W} es sobreyectiva (suprayectiva).
- Isomorfismo: Si {\displaystyle T:V\rightarrow W} es biyectiva (inyectiva y sobreyectiva)
- Endomorfismo: Se le llama a una transformación lineal en el que dominio y codominio coinciden.
- Automorfismo: Se le llama a un endomorfismo biyectivo.

## Matriz asociada a una transformación lineal
Si V y W tienen dimensión finita y uno tiene elegidas bases en cada uno de los espacios, entonces todo mapa lineal de V en W puede representarse por una matriz. Recíprocamente, toda matriz representa una transformación lineal.
Sean T:V→W una transformación lineal, B={v1, ..., vn} una base de V, C={w1, ..., wm} base de W. Para calcular la matriz asociada a T en las bases B y C debemos calcular T(vi) para cada i=1,...,n y escribirlo como combinación lineal de la base C:
T(v1)=a11w1+ ...+am1 wm, ..., 
T(vn)=a1nw1+ ...+amn wm.
La matriz asociada se nota C[T]B y es la siguiente:
{\displaystyle _{C}[T]_{B}={\begin{pmatrix}a_{11}&...&a_{1n}\\...&...&...\\a_{m1}&...&a_{mn}\end{pmatrix}}} .
Como un vector de W se escribe de forma única como combinación lineal de elementos de C, la matriz es única.
Gracias al teorema mencionado en la sección Teoremas básicos de las transformaciones lineales en espacios con dimensión finita, sabemos que dada cualquier elección de u1, ..., un existe y es única la transformación lineal que envía vi en ui. Por lo tanto, dada A cualquier matriz m × n, existe y es única la transformación lineal T:V→W tal que C [T] B=A.
Además, las matrices asociadas cumplen que C [aT+bS] B = a C [T] B + b C [S] B para cualquier a,b∈ℝ, T,S∈ L(V,W). Por esto es que la aplicación que hace corresponder cada transformación lineal con su matriz asociada es un isomorfismo entre L(V,W) y Mn×mC (K).
Si nos restringimos al caso V=W, C=B, tenemos además que esta aplicación es un isomorfismo entre álgebras.